# Wereldkampioenschappen baanwielrennen 2012
De wereldkampioenschappen baanwielrennen 2012 werden van 4 tot en met 8 april 2012 gehouden in de Hisense Arena in het Australische Melbourne. Er stonden negentien onderdelen op het programma, tien voor mannen en negen voor vrouwen.

## Wedstrijdschema
| Onderdelen           | Onderdelen           | April | April | April | April | April |
| Onderdelen           | Onderdelen           | 4     | 5     | 6     | 7     | 8     |
| -------------------- | -------------------- | ----- | ----- | ----- | ----- | ----- |
| Mannen               | Ploegenachtervolging | Goud  |       |       |       |       |
| Mannen               | Scratch              | Goud  |       |       |       |       |
| Mannen               | Team sprint          | Goud  |       |       |       |       |
| Mannen               | 1 km tijdrit         |       | Goud  |       |       |       |
| Mannen               | Omnium               |       | Goud  | Goud  |       |       |
| Mannen               | Sprint               |       |       | Q     | Goud  |       |
| Mannen               | Achtervolging        |       |       |       | Goud  |       |
| Mannen               | Puntenkoers          |       |       |       | Goud  |       |
| Mannen               | Keirin               |       |       |       |       | Goud  |
| Mannen               | Koppelkoers          |       |       |       |       | Goud  |
| Vrouwen              |                      |       |       |       |       |       |
| Teamsprint           | Goud                 |       |       |       |       |       |
| Puntenkoers          |                      | Goud  |       |       |       |       |
| Ploegenachtervolging |                      | Goud  |       |       |       |       |
| Sprint               |                      | Q     | Goud  |       |       |       |
| Scratch              |                      |       | Goud  |       |       |       |
| Omnium               |                      |       | Goud  | Goud  |       |       |
| Keirin               |                      |       |       | Goud  |       |       |
| Achtervolging        |                      |       |       |       | Goud  |       |
| 500 meter tijdrit    |                      |       |       |       | Goud  |       |

## Medailles

### Mannen
| Onderdeel            | Goud | Goud                                                               | Zilver | Zilver                                                  | Brons | Brons                                         |
| -------------------- | ---- | ------------------------------------------------------------------ | ------ | ------------------------------------------------------- | ----- | --------------------------------------------- |
| Sprint               | FRA  | Grégory Baugé                                                      | GBR    | Jason Kenny                                             | GBR   | Chris Hoy                                     |
| 1km tijdrit          | GER  | Stefan Nimke                                                       | FRA    | Michaël D'Almeida                                       | NZL   | Simon Van Velthooven                          |
| Achtervolging        | AUS  | Michael Hepburn                                                    | AUS    | Jack Bobridge                                           | NZL   | Westley Gough                                 |
| Ploegenachtervolging | GBR  | Ed Clancy Steven Burke Peter Kennaugh Geraint Thomas Andy Tennant* | AUS    | Jack Bobridge Rohan Dennis Glenn O'Shea Michael Hepburn | NZL   | Aaron Gate Sam Bewley Westley Gough Marc Ryan |
| Teamsprint           | AUS  | Matthew Glaetzer Shane Perkins Scott Sunderland                    | FRA    | Grégory Baugé Michaël D'Almeida Kévin Sireau            | NZL   | Edward Dawkins Ethan Mitchell Sam Webster     |
| Keirin               | GBR  | Chris Hoy                                                          | GER    | Maximilian Levy                                         | GBR   | Jason Kenny                                   |
| Scratch              | GBR  | Ben Swift                                                          | RSA    | Nolan Hoffman                                           | NED   | Wim Stroetinga                                |
| Puntenkoers          | AUS  | Cameron Meyer                                                      | GBR    | Ben Swift                                               | BEL   | Kenny De Ketele                               |
| Koppelkoers          | BEL  | Kenny De Ketele Gijs Van Hoecke                                    | GBR    | Ben Swift Geraint Thomas                                | AUS   | Leigh Howard Cameron Meyer                    |
| Omnium               | AUS  | Glenn O'Shea                                                       | CAN    | Zachary Bell                                            | DEN   | Lasse Norman Hansen                           |

* Renners van wie de namen schuingedrukt staan reden enkel in de voorrondes.

### Vrouwen
| Onderdeel            | Goud | Goud                                     | Zilver | Zilver                                            | Brons | Brons                                         |
| -------------------- | ---- | ---------------------------------------- | ------ | ------------------------------------------------- | ----- | --------------------------------------------- |
| Sprint               | GBR  | Victoria Pendleton                       | LTU    | Simona Krupeckaitė                                | AUS   | Anna Meares                                   |
| 500m tijdrit         | AUS  | Anna Meares                              | GER    | Miriam Welte                                      | GBR   | Jessica Varnish                               |
| Achtervolging        | NZL  | Alison Shanks                            | GBR    | Wendy Houvenaghel                                 | AUS   | Ashlee Ankudinoff                             |
| Ploegenachtervolging | GBR  | Danielle King Joanna Rowsell Laura Trott | AUS    | Annette Edmondson Melissa Hoskins Josephine Tomic | CAN   | Gillian Carleton Jasmin Glaesser Tara Whitten |
| Teamsprint           | GER  | Kristina Vogel Miriam Welte              | AUS    | Kaarle McCulloch Anna Meares                      | CHN   | Gong Jinjie Guo Shuang                        |
| Keirin               | AUS  | Anna Meares                              | RUS    | Jekaterina Gnidenko                               | GER   | Kristina Vogel                                |
| Scratch              | POL  | Katarzyna Pawłowska                      | AUS    | Melissa Hoskins                                   | BEL   | Kelly Druyts                                  |
| Puntenkoers          | RUS  | Anastasia Tsjoelkova                     | CAN    | Jasmin Glaesser                                   | IRL   | Caroline Ryan                                 |
| Omnium               | GBR  | Laura Trott                              | AUS    | Annette Edmondson                                 | USA   | Sarah Hammer                                  |

### Medaillespiegel
| Plaats | Land                | Goud | Zilver | Brons | Totaal |
| 1      | Australië           | 6    | 6      | 3     | 15     |
| 2      | Verenigd Koninkrijk | 6    | 4      | 3     | 13     |
| 3      | Duitsland           | 2    | 2      | 1     | 5      |
| 4      | Frankrijk           | 1    | 2      | 0     | 3      |
| 5      | Rusland             | 1    | 1      | 0     | 2      |
| 6      | Nieuw-Zeeland       | 1    | 0      | 4     | 5      |
| 7      | België              | 1    | 0      | 2     | 3      |
| 8      | Polen               | 1    | 0      | 0     | 1      |
| 9      | Canada              | 0    | 2      | 1     | 3      |
| 10     | Litouwen            | 0    | 1      | 0     | 1      |
| 10     | Zuid-Afrika         | 0    | 1      | 0     | 1      |
| 12     | China               | 0    | 0      | 1     | 1      |
| 12     | Denemarken          | 0    | 0      | 1     | 1      |
| 12     | Ierland             | 0    | 0      | 1     | 1      |
| 12     | Nederland           | 0    | 0      | 1     | 1      |
| 12     | Verenigde Staten    | 0    | 0      | 1     | 1      |
| Totaal | Totaal              | 19   | 19     | 19    | 57     |